# Andries Coetzee
Andries Coetzee (Bethal, 1º marzo 1990) è un rugbista a 15 sudafricano, estremo dei Lions in Super Rugby e dei Golden Lions in Currie Cup.

## Biografia
Coetzee iniziò a giocare a rugby nella Technical High School di Middelburg; terminati gli studi liceali si trasferì a Stellenbosch dove cominciò a frequentare la locale università senza, però, essere selezionato per la rappresentativa studentesca partecipante alla Varsity Cup, maggiore torneo rugbistico universitario del Sud Africa. L'anno successivo passò all'università di Pretoria e disputò, con la selezione locale, la Varsity Cup 2011 terminata con la sconfitta in finale. Le sue prestazioni nel torneo universitario gli valsero la chiamata del tecnico dei Lions John Mitchell per giocare il Super Rugby 2012, competizione nella quale esordì nella partita contro gli Sharks. Lo stesso anno debuttò anche in Currie Cup con la maglia dei Golden Lions. L'allontanamento di Mitchell e la sospensione della partecipazione dei Lions al Super Rugby 2013 in favore dei Southern Kings portarono al suo trasferimento in prestito agli Sharks, ma nel suo primo incontro si infortunò alla spalla e rimase fuori per tutto il torneo. Ritornò ai Lions per il Super Rugby 2014, ma le sue presenze furono fortemente limitate dai numerosi infortuni che subì; ristabilitosi negli ultimi mesi dell'anno, giunse, con i Golden Lions, fino alla finale (persa) della Currie Cup 2014. Nel 2015 vinse la Currie Cup giocando come titolare nella finale contro Western Province. Disputò come titolare anche le finali del Super Rugby 2016 e del Super Rugby 2017 perse contro gli Hurricanes e contro i Crusaders.
A livello internazionale, Coetzee fu convocato per la prima volta nel Sudafrica dal commissario tecnico Allister Coetzee per affrontare la Francia durante il tour africano dei transalpini dell'estate del 2017. Dopo aver disputato come titolare i tre incontri con i francesi, giocò dall'inizio tutte le partite del The Rugby Championship 2017 e tutte quelle del tour europeo di novembre degli Springboks.

## Palmarès
- Currie Cup: 1
Golden Lions: 2015